# Новобахмутський
Новоба́хмутський (рос. Новобахмутский) — хутір у Куйбишевському районі Ростовської області Росії. Входить до складу Куйбишевського сільського поселення.

## Географія
Географічні координати: 47°46' пн. ш. 38°52' сх. д. Часовий пояс — UTC+4.
Хутір Новобахмутський розташований на південному схилі Донецького кряжу. Відстань до районного центру, села Куйбишева, становить 5 км.

### Урбаноніми
- вулиці — Широка[2].

## Історія
Поселення засноване 1907 року, інтенсивне заселення почалося з 1911 року. Першими мешканцями стали переселенці з села Голодаївка (зараз Куйбишево).
У 1930 році було відкрито початкову школу.
Під час Другої світової війни в період з вересня 1941 року по серпень 1943 року поселення було окуповане німецькими військами.

## Населення
За даними перепису населення 2010 року на території хутора проживало 264 особи. Частка чоловіків у населенні складала 44,7% або 118 осіб, жінок — 55,3% або 146 осіб.

## Пам'ятки
На території хутора знаходиться братська могила №42-а і пам'ятник морякам з 76 та 139 радянськими воїнами відповідно, які загинули під час Другої світової війни.

## Соціальна сфера
У населеному пункті діють фельдшерсько-акушерський пункт та сільський клуб.